# Hang on the Box
Le Hang on the Box, conosciute anche la sigla di HOTB, sono un gruppo musicale rock femminile proveniente dalla Cina, sebbene il gruppo abbia un contratto con l'etichetta discografica giapponese Sister Benten Online. Il gruppo è composto da cinque ragazze, Wang Yue, Yilina, Li Yan Fan e Shenjing, per questo motivo possono essere associate al movimento riot grrrl.
Il loro stile musicale può essere definito allegro ed esilarante, ma allo stesso tempo le tematiche delle canzoni sono a sfondo serio e politico. Gli argomenti trattati dai testi delle canzoni del gruppo includono per lo più la sfera delle relazioni interpersonali ed il sesso. Uno degli argomenti più trattati, in maniera sarcastica, è l'utilizzo di epiteti e luoghi comuni della lingua inglese da parte dei parlanti cinesi.

## Discografia
- 2001 - Yellow Banana
- 2003 - Di Di Di
- 2003 - For Every Punk Bitch and Arsehole
- 2004 - Foxy Lady
- 2007 - No More Nice Girls
- 2017 - Oracles

## Formazione
- Wang Yue - voce
- Li Yan Fan - chitarra
- Yilina - basso
- Shenjing - batteria